# ورود (موسیقی بی‌کلام)
«ورود» (انگلیسی: Arrival) یک قطعه موسیقی بی‌کلام از ابرگروه موسیقی پاپ آبا است که در سال ۱۹۷۶ منتشر شد.
این موسیقی تاکنون توسط هنرمندان و گروه‌های مختلفی بازاجرا شده‌است، از جمله مایک اولدفیلد، میشل تور، پتولا کلارک، اسکوتر، سارا برایتمن و گُست